# Virreinato de Nueva Granada
El virreinato de Nueva Granada, virreinato de Santafé, virreinato Granadino o virreinato del Nuevo Reino de Granada fue una entidad territorial, integrante del Imperio español, establecida por la Corona (1717-1723, 1739-1810 y 1815-1822) durante la dinastía de los Borbones. Creado en 1717 por el rey Felipe V, dentro de una nueva política de control territorial, se suspendió en 1723 por problemas financieros y fue restaurado en 1739 hasta que el movimiento independentista lo suspendió de nuevo en 1810. En 1815, al ser reconquistado su territorio por el ejército del rey Fernando VII fue restaurado.
Tras una rápida campaña militar, el ejército rebelde comandado por Simón Bolívar entró en Santafé de Bogotá el 10 de agosto de 1819 tras derrotar al ejército realista en el Pantano de Vargas y en Boyacá. Un día antes, Juan de Sámano, último virrey efectivo, había abandonado la capital y huido hacia Cartagena de Indias, área aún controlada por autoridades realistas. El 31 de octubre de 1820 Juan de la Cruz Mourgeon fue nombrado capitán general de las provincias de Nueva Granada, concediéndosele así mismo el título de virrey a condición de que recuperase la capital y la mayor parte del territorio. Para entonces, tan solo las provincias de Panamá, Quito y Pasto y las ciudades de Cartagena y Santa Marta permanecían fieles a la Corona. Mourgeon murió en abril de 1822 en Quito, un mes antes de la decisiva victoria patriota en Pichincha. Tras esta batalla, Melchor Aymerich, presidente de la Real Audiencia de Quito (máxima autoridad española tras la muerte de Mourgeon) firmó una Capitulación (25 de mayo) por la que rendía los territorios que aún permanecían bajo control realista, poniendo punto final al dominio español en la Nueva Granada.
De este virreinato formaron parte los territorios de las actuales Colombia, Venezuela, Ecuador, Panamá y el territorio de la Guayana Esequiba. La entidad quedó conformada por las Audiencias de Santafé, Panamá y de Quito, y la Capitanía General de Venezuela. La capital del virreinato fue Santafé, por ello su escudo de armas fue heredado por Bogotá.

## Historia

### Antecedentes
En 1508 la Tierra Firme fue dividida entre dos jurisdicciones: Diego de Nicuesa obtuvo la gobernación de Veragua o Castilla de Oro, que iba desde el río Atrato en el golfo de Urabá hasta el cabo Gracias a Dios; por otra parte, Alonso de Ojeda obtuvo la de Nueva Andalucía, desde el río Atrato hasta el cabo de la Vela. Poco después, a partir de marzo de 1511, Vasco Núñez de Balboa se hace cargo de Veraguas y fue nombrado por el virrey Diego Colón como su lugarteniente en Darién.
En mayo de 1513 Pedro Arias Dávila fue nombrado gobernador y capitán general de Castilla de Oro, que incluía todo el territorio de la costa desde el cabo de la Vela hasta el actual Panamá, con excepción de Veraguas, llegando a Darién en julio de 1514. Nueva Andalucía fue suprimida y Balboa recibió el 23 de septiembre de 1514 el nombramiento de "Gobernador de Coiba y Panamá y Adelantado de la Mar del Sur" subordinado a Castilla del Oro. En 1525 Fernández de Oviedo intentó establecer una gobernación en la zona de Cartagena (gobernación de Cartagena), pero no prosperó hasta la fundación de la ciudad en 1533. El 26 de febrero de 1538 fue establecida en el Istmo, la Real Audiencia de Panamá por Real Cédula expedida por Carlos V. Hacia 1542 existían las gobernaciones de Santa Marta (fundada en 1525), Cartagena y Popayán (fundada en 1536).
En 1550 se crea la Real Audiencia de Santafé dentro del virreinato del Perú con jurisdicción sobre el Nuevo Reino de Granada y las gobernaciones de Santa Marta, Cartagena y Popayán. Sin embargo era débil la dependencia del gobierno del Nuevo Reino de Granada en Santafé con el del virreinato del Perú en Lima, había dificultad para las comunicaciones entre las dos ciudades, sumado a ello los constantes conflictos desde el año 1582, entre el gobierno de los presidentes de la Real Audiencia de Santafé y el arzobispado de Santafé.

### El virreinato

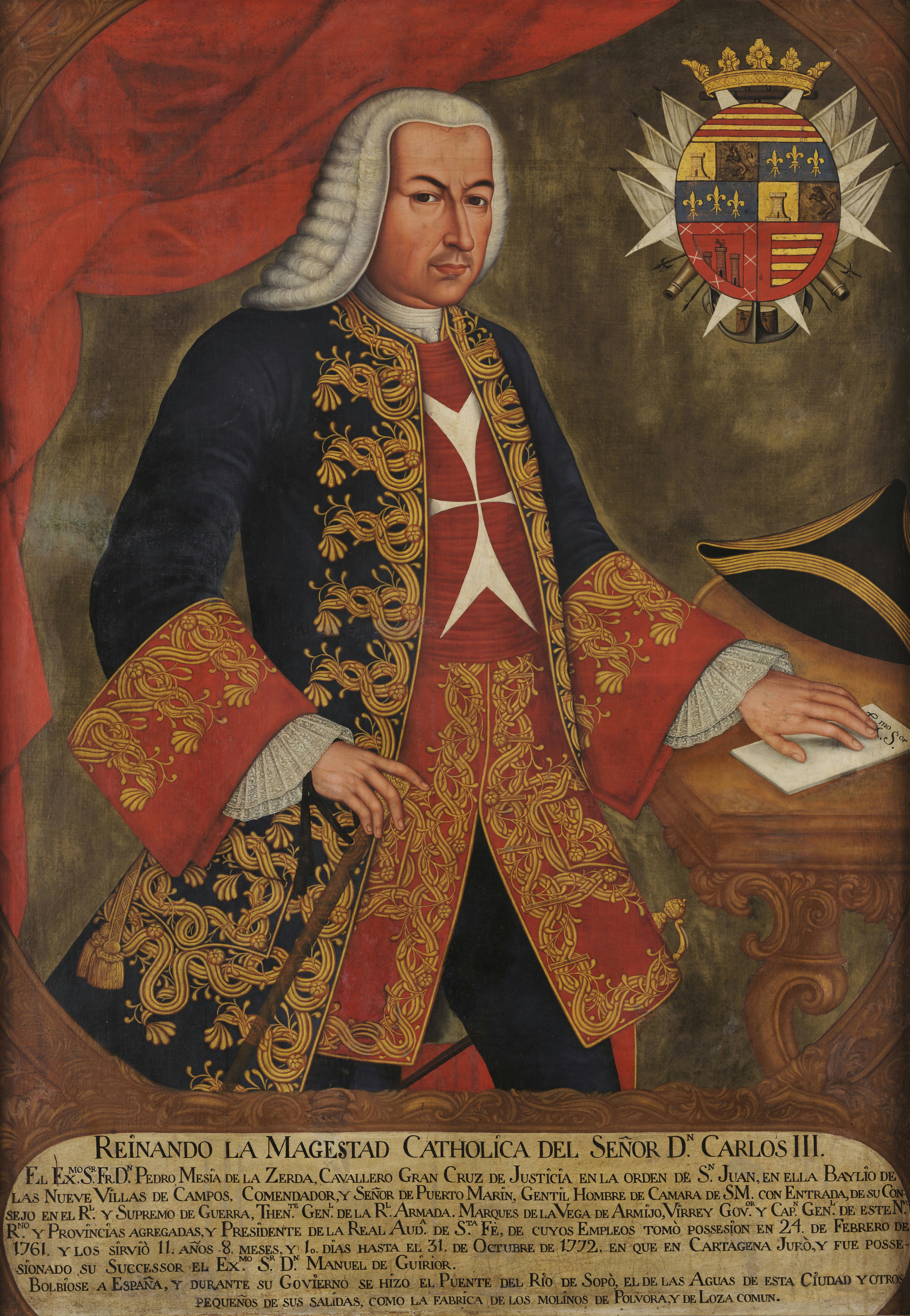
Pedro Mesía de la Cerda, virrey de la Nueva Granada. Cuadro pintado por Joaquín Gutiérrez.

La conflictiva situación fue confirmada por visitadores enviados por la Corona, quienes recomendaron a Felipe V la creación de un virreinato independiente en la Nueva Granada en 1717, finalmente erigido de forma provisional el 13 de junio de 1718 hasta la llegada del primer virrey el 25 de noviembre de 1719.
Las consideraciones de la corona para su creación incluyeron su situación geográfica entre dos mares (el Caribe y el Mar del Sur, hoy océano Pacífico) y de puerta de acceso a la parte occidental de la América del Sur, le permitiría enfrentar mejor el contrabando y los ataques de piratas y bucaneros con un punto más cercano al Mar Caribe. Sin embargo, la escasez de caminos apropiados hacían difícil el tránsito y la comunicación en el interior del virreinato. El establecimiento de una capitanía general en Caracas y una real audiencia en Quito, aún legalmente subordinada al virrey, fue una respuesta a las necesidades de un gobierno efectivo en las regiones más alejadas.
Sin embargo, las primeras señales de inestabilidad al naciente virreinato fueron las quejas de la Real Audiencia de Quito (el cual fue abolido por la real cédula del 27 de mayo de 1717), en las que hubo discusiones referido a la pregunta de cual centro de poder (Lima o Santafé de Bogotá) convenía mejor a los entes territoriales de la provincia de Quito, y entre los quiteños, y sobre todo los guayaquileños, hubo un partido peruanófilo que proponía que sus provincias estuvieran bajo la jurisdicción de Lima por su fácil accesibilidad al mar y mayor comunicación con sus pueblos (debido a las redes de intercambio comercial y cultural con el Norte Peruano, como Piura o Cajamarca), en contra de la idoneidad de la jurisdicción de Bogotá, que se encontraba al Interior de los picos andinos, alejada de los centros de poder quiteño, y cuyos pobladores no tenían un sentimiento de afinidad tan grande con los neogranadinos, en contraste con los peruanos. Finalmente, el Rey de España emitió la real cédula del 29 de abril de 1720, por el que se ordenaba que el distrito quiteño volviera a reintegrarse con el virreinato del Perú y que su Audiencia fuera restablecida sin dependencia de la Real Audiencia de Santafé de Bogotá.
Terminada la guerra con la Cuádruple Alianza, en 1724 se emitió otra Cédula Real que suprimió el virreinato de Nueva Granada por razones económicas lo que conllevó a un retorno de la presidencia. Sin embargo en 1740, por mandato real, la Real Audiencia de Quito fue incorporada nuevamente al virreinato. Para entonces, el rey firmó en San Ildefonso, la Cédula de Reerección definitiva del 20 de agosto de 1739 del virreinato de Nueva Granada con los mismos derechos de la Cédula Real de 1717.
Transcurridos poco más de dos años desde su incorporación al virreinato, la provincia de Venezuela es reintegrada en 1742 a la jurisdicción de la Real Audiencia de Santo Domingo, dependiente esta a su vez del virreinato de Nueva España, jurisdicciones a las que seguiría perteneciendo hasta su independencia.
De esta manera, provincias de lo que hoy podría corresponder a Colombia, Ecuador, Panamá, Venezuela, y regiones de Perú, Brasil, Costa Rica, Nicaragua y la Guayana Esequiba, hasta entonces bajo diferentes jurisdicciones, se unieron bajo una misma autoridad imperial establecida en la ciudad de Santafé de Bogotá, confirmando así a la ciudad como otro de los principales centros administrativos de las posesiones españolas en América, junto con Lima y la Ciudad de México.
En 1764 se creó la gobernación de Guayaquil. Después, por real orden del 13 de agosto de 1790, se ordenó segregar de la provincia de Riohacha el establecimiento de Sinamaica y agregarlo a la provincia de Maracaibo en la capitanía general de Venezuela. El 1 de agosto de 1792 se llevó a cabo la transferencia.

#### La escultura
Durante el siglo XVIII se desarrolló la escultura tanto en Quito como en Popayán. Artistas de gran renombre como Caspicara o Legarda empezarían a ganar fama. Esto tendría mucha influencia en la escuela payanesa que se especializaría en la escultura, de la mano de proyectos de revitalización importante de las iglesias gracias al mecenazgo de familias como los Arboleda (con la iglesia de Santo Domingo), los Valencia (con la iglesia de San Francisco) y doña Dionisia Pérez junto a su esposo don Baltasar, marqueses de San Miguel de la Vega (con el Claustro del Carmen, la Iglesia de San Agustín y de Santo Domingo). Esto iba en conjunto con el nuevo desarrollo de actividades económicas como la minería en Popayán y en Ibarra, al norte de la ciudad de Quito. 

Imperios español y portugués en 1790.

#### La Expedición Botánica
El arzobispo-virrey Antonio Caballero y Góngora, en 1783, acometió la trascendental obra de la Expedición Botánica, aprovechando los conocimientos, talento y sabiduría del sacerdote José Celestino Mutis. Para ello el arzobispo-virrey hizo gastos de su propio bolsillo mientras venía la aprobación de la Corte, la cual obtuvo a fines de ese mismo año. El objeto principal de la Expedición Botánica fue el de la investigación científica y del estudio de la flora colombiana, así como la realización de observaciones astronómicas, geográficas y físicas.

#### Invasión napoleónica y Reconquista
La invasión en 1808 del territorio peninsular por tropas napoleónicas produjo un vacío de poder en América. En agosto de 1809 un grupo de criollos, liderados por Juan Pío Montúfar, declararon una Junta de Gobierno propia en Quito, juraron lealtad a Fernando VII y desconocieron a las autoridades nombradas desde España. Del mismo modo en el actual territorio de Colombia hubo una declaración en Valledupar en abril de 1810. La Junta de Gobierno de Cádiz ordenó el retiro del virrey Amar y Borbón, noticia que portaba el Comisionado Regio, el quiteño Antonio Villavicencio.
El 22 de mayo en Cartagena de Indias, un movimiento revolucionario creó una Junta de Gobierno. Los sucesos continuaron en julio de 1810. El 3 de julio Santiago de Cali formó sus juntas, luego vendrían Socorro y Pamplona. Finalmente, el 20 los sucesos ocurrirían conocidos como El Florero de Llorente en Santa Fe que era el centro del poder del virreinato de la Nueva Granada. Con la deposición y el arresto del virrey, el virreinato dejaba de existir de facto.
El plan era aprovechar la llegada del Comisionado Regio Antonio Villavicencio a Santa Fe, para hacer relucir las diferencias entre los "chapetones" y los criollos y formar una reyerta en medio del día de mercado. En medio de la reyerta se arengó al pueblo a exigir cabildo abierto, el cual fue utilizado para deponer a la Real Audiencia y crear una nueva Junta de Gobierno. Las milicias en Santa Fe estaban comandadas por Antonio Baraya.
La primera Junta en declarar la independencia absoluta de España en el antiguo territorio del virreinato fue Cartagena de Indias, el 11 de noviembre de 1811. Los hechos ocurridos en Cartagena precipitaron la declaración de independencia absoluta en las demás ciudades del Nuevo Reino. Entonces se inició un periodo donde hubo grandes conflictos internos que surgieron por opiniones encontradas acerca de la forma de organizar el nuevo gobierno. Las constantes peleas entre los federalistas y centralistas, y estos a su vez contra realistas, dieron origen a este periodo inestable.
Tras su regreso al poder, Fernando VII procuró restablecer el poder monárquico en América. En 1815, el Río de La Plata, Chile, Nueva Granada y Venezuela estaban regidas por diferentes fracciones independentistas y en muchos lugares el poder estaba en manos de juntas fernandistas que una vez disueltas, permitieron la reconquista de la Nueva Granada y Venezuela, acción que quedará a cargo de Pablo Morillo, y el restablecimiento del virreinato en cabeza de Juan de Sámano.
De esta manera, Morillo recibió las tropas desde los puertos de Sevilla y Barcelona en España y de ahí llegó al puerto de Cartagena de Indias de donde se aventuraron las tropas para los bloqueos de los puertos de La Dorada y Puerto Salgar llegando a Santafé de Bogotá y tomando la capital con los tropas del ejército español en la Plaza Mayor.

#### La independencia
Si bien durante el régimen del terror, varios grupos republicanos se mantuvieron activos, ejerciendo un poder efectivo en los Llanos, principalmente en la Guayana venezolana y en el Casanare, no sería sino hasta 1819 cuando se emprendió el proceso final de expulsión del dominio español.
En 1819 un ejército republicano comandado por Simón Bolívar cruzó las montañas que separan Casanare de Tunja y Santa Fe y tras las batallas de Pore, Batalla del Pantano de Vargas Pantano de Vargas y Puente de Boyacá tuvo vía libre para tomar el control de Santa Fe, ciudad a la que llegó el 10 de agosto de 1819.
El virrey Sámano huyó de la ciudad, y el virreinato dejó de ser efectivo. Sin embargo, España ejercía su poder en varias ciudades del virreinato y sus zonas de influencia: Quito, Pasto, Popayán, Cartagena de Indias, Santa Marta, Caracas y Panamá, entre otras.
Durante 1820, Pablo Morillo, comandante del ejército realista en la Nueva Granada, y Simón Bolívar acordaron una tregua que fue utilizada por Bolívar para conformar la naciente Gran Colombia República de Colombia. Las hostilidades se reanudaron en 1821 con la batalla de Bomboná, la cual, siendo un desastre táctico para ambos ejércitos, dio una ventaja estratégica para las fuerzas republicanas que pronto lograron el control total del actual territorio de Colombia logrando así la liberación de los actuales Ecuador y Venezuela. Así, para todos efectos, en 1822 los realistas habían perdido el control de lo que alguna vez fue el virreinato de la Nueva Granada.
Los territorios del virreinato se ganaron su independencia de España, unificándose posteriormente con los de la anterior Capitanía General de Venezuela para fundar la primera República de Colombia, también conocida como la Gran Colombia, nombre con el que es recordada en la actualidad. Cuando Venezuela y Ecuador se separaron durante la disolución de la Gran Colombia, Bogotá se constituyó en la capital de la nueva República de la Nueva Granada.

## Demografía
En el censo de 1778, Nueva Granada tenía una población de alrededor de 1.280.000 habitantes, alrededor del 40% de la población eran indios con cerca de 500.000 personas, y el siguiente grupo más grande eran mestizos y africanos libres con alrededor de 400.000 personas, blancos con cerca de 300.000 personas, y el grupo más pequeño con alrededor de 70 000 personas siendo esclavos. Sin embargo, en el territorio actual de Colombia, se estimó que la población era de 826.550 habitantes. Se estimó que la Nueva Granada tenía 2.150.000 habitantes en 1810.

## Organización territorial

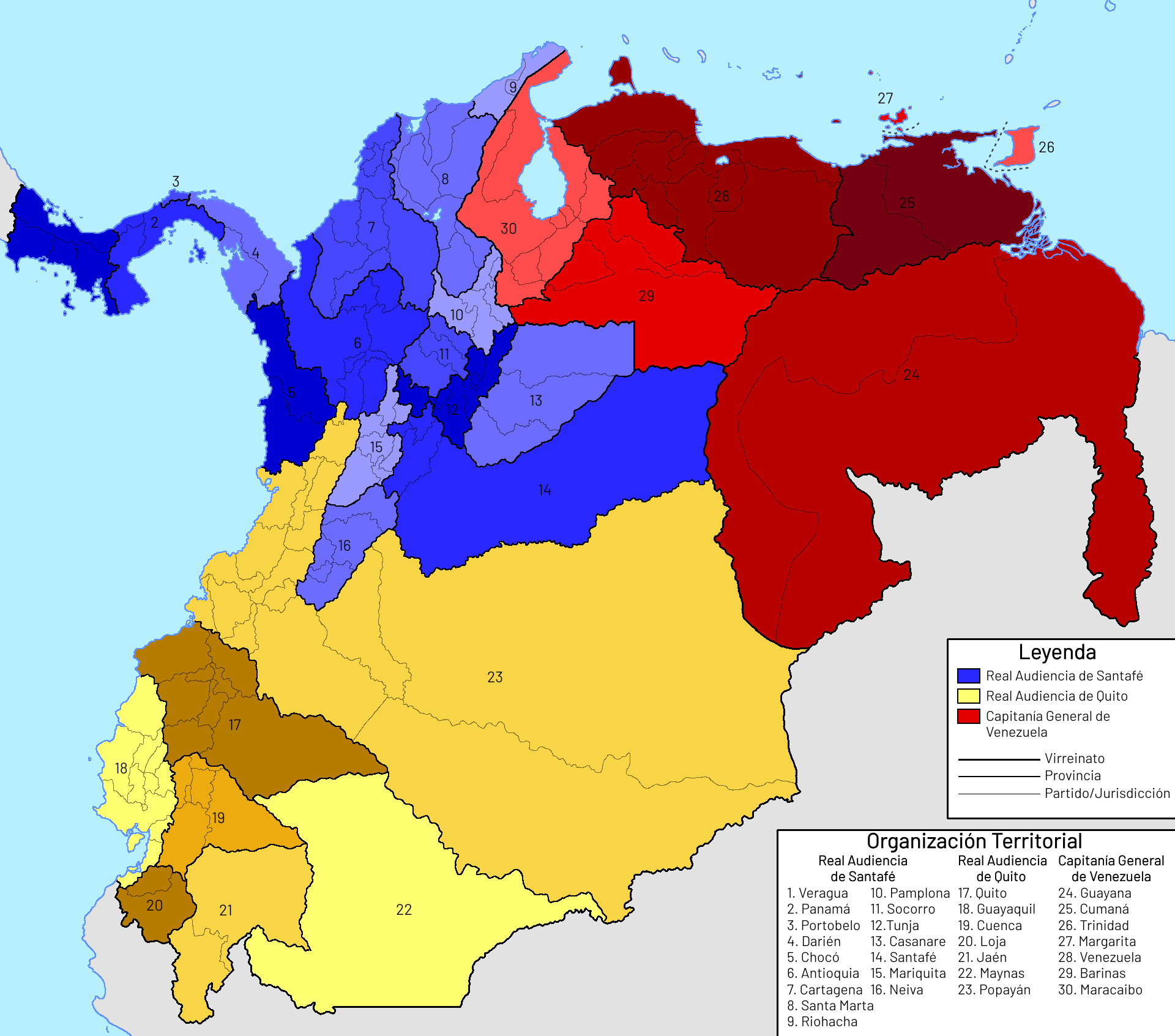
Mapa del virreinato de Nueva Granada para 1800, incluyendo la Capitanía General de Venezuela, ya independizada del virreinato para ese momento.

El virreinato tuvo por territorios los correspondientes a las Reales Audiencias de Santafé de Bogotá, Panamá, y Quito, y parte del posterior territorio de la Capitanía General de Venezuela. En tal sentido, el virreinato comprendió territorios de las actuales Repúblicas de Colombia, Ecuador, Panamá, Costa Rica y Venezuela, además de regiones del norte del Perú y Brasil, y el oeste de la Guayana Esequiba.

## Cronología del virreinato
Véase también: Anexo:Virreyes de Nueva Granada

### Real cédula del 27 de mayo de 1717
En Segovia (España) se expidió la real cédula que incorporó la Real Audiencia de Quito (suprimiéndola) y la Provincia de Caracas o de Venezuela a la Real Audiencia de Santafé, creando el virreinato de Nueva Granada, con las provincias de Santafé o Nuevo Reino de Granada y las de Cartagena, Santa Marta, Maracaibo, Caracas, Antioquia, Guayana, Popayán y las de San Francisco de Quito. Fue suprimida la Real Audiencia de Panamá y su territorio agregado a la de Lima y al virreinato del Perú.

(...) he resuelto por mi real decreto de 29 de abril de este presente año que se establezca y ponga Virrey en la Audiencia que reside en la ciudad de Santafé, nuevo reino de Granada, y sea gobernador y capitán general y presidente de ella, en la misma forma que lo son los del Perú y Nueva España y con las mismas facultades que le están concedidas por leyes, cédulas y decretos reales, y se le guarden las preeminencias y excepciones que se estilan practicar y observar con ellos. Y asimismo he resuelto que el territorio y jurisdicción que el expresado Virrey, Audiencia y tribunal de cuentas de la ciudad de Santafé han de tener, es y sea toda la provincia de Santafé, nuevo reino de Granada, las de Cartagena, Santamarta, Maracaibo, esa de Carácas, Antioquía, Guayana, Popayan y la de San Francisco de Quito, con todo lo demás y términos que en ella se comprenden, y que respecto de agregarse á Santafé la provincia de San Francisco de Quito, se extinga y suprima la Audiencia que reside en ella, y que los oficiales reales de esa ciudad y los de San Francisco de Quito y cajas reales, sufragáneas á ellos, den las cuentas en el tribunal de Santafé, empezando con las de este presente año de 1717, siendo del cargo y obligación del de Lima, (...) y el presidente y oidores de mi Audiencia que reside en la ciudad de Santo Domingo determinen con la mayor brevedad posible los pleitos que estuviesen pendientes en ella de la jurisdicción de esa ciudad y provincia de Carácas y demás territorio que le pertenecía, y se agrega á Santafé dando cuenta de haberlo ejecutado; y que en esta inteligencia el Virey y tribunal de cuentas de Lima y presidentes y oidores de la Audiencia de Santo Domingo para en lo adelante se abstengan de conocer de las causas y negocios que en cualquiera manera toquen ó puedan tocar á los expresados territorios que desde ahora agregó al Virey, Audiencia y tribunal de cuentas de Santafé; así los de mi real patronato, justicia y político, como gubernativo, guerra y hacienda real, por ser mi voluntad que en adelante conozcan de ellos el Virey, audiencia y tribunal de cuentas de Santafé. (...) y he mandado también al expresado don Antonio de la Pedrosa y Guerrero que pase á la ciudad de San Francisco de Quito, y extinga y suprima la Audiencia que reside en ella, y pasando asimismo á la ciudad de Panamá, extinga y suprima también la Audiencia que allí hay, en inteligencia de que el territorio y jurisdicción comprendido en ella, desde luégo agregó al Virrey, Audiencia y tribunal de cuentas de Lima, (...) Fecha en Segovia á 27 de mayo de 1717.- Yo el Rey.

### Real cédula del 5 de noviembre de 1723
Terminada la guerra con la Cuádruple Alianza se emitió otra cédula real, con la que se suprimió el 5 de noviembre de 1723 el virreinato de Nueva Granada por algunos informes que se dieron al rey respecto a la situación económica del mismo, y a deudas y gastos que nunca pudo pagar de sus finanzas:

(...) he resuelto sobre consulta de mi Consejo de Indias, suprimir el referido 
Vireinato de la ciudad de Santafé y nuevo reino de Granada, y que el gobierno de aquel distrito vuelva á correr, según su antigua planta, como está prevenido por las leyes y debajo de las reglas que se han gobernado ántes de la erección del nuevo Vireinato; de lo cual se os previene para que lo tengais entendido. En San Ildefonso á 5 de noviembre de 1723. — Yo el Rey.

### Real cédula del 20 de agosto de 1739
El virreinato de Nueva Granada nuevamente fue erigido el 20 de agosto de 1739 por suplicación de algunas comunidades de las provincias que se encontraron en mayor decadencia. El rey Felipe V decidió recrear el virreinato de Nueva Granada con los mismos territorios y derechos que tenía según la Real Cédula de 1717. La Cédula de Reerección definitiva del virreinato de Nueva Granada dice:

El Rey. - Presidente y oidores de mi Real Audiencia de Santa Fé en el Nuevo Reino de Granada. - Habiendo tenido por conveniente el año mil setecientos diez y siete erigir Virreinato y Nuevo Reino con otras provincias agregadas, tuve por de mi servicio extinguirle en el de 1723 dejando las cosas en el estado en que estaban antes de esta creación. Y habiéndose experimentado después mayor decadencia en aquellos preciosos Dominiós y que va cada día en aumento como me lo han representado varias comunidades de su distrito, suplicándome vuelva a erigir el Virreinato para que con las más amplias facultades de este empleo logre el gobierno el mejor orden con que los desmayados ánimos de sus vasallos se esfuercen y apliquen al cultivo de sus preciosos minerales y abundantes frutos y se evite que lo que actualmente fructifican pase a manos de extranjeros como está sucediendo en grave perjuicio de la Corona. Lo que visto y entendido con otros informes que he tenido acerca del asunto: y lo que sobre todo me ha consultado mi Consejo de las Indias, lo he tenido por bien y he resuelto, erigir de nuevo el mencionado Virreinato de ese Nuevo Reino de Granada, siendo el Virrey que yo nombrare para él juntamente Presidente de esa mi Rl. Audiencia y Gobernador Y Capitán General de la jurisdicción de ese Nuevo Reino y Provs. que he resuelto agregar a ese Virreinato, que son las del Chocó, Popayan, Reino de Quito y Guayaquil, provincia de Antioquia, Cartagena, Santa Marta, Río del Hacha, Maracaibo, Caracas, Cumaná, Guayana, Islas de la Trinidad, Margarita y Río Orinoco, Provincias de Panamá, Portovelo, Veragua y el Darién con todas las ciudades, villas y lugares, y los puertos, bahías, surgideros, caletas, y demás pertenicientes a ellas en uno y otro mar y tierra firme con las mismas facultades, prerrogativas e igual conformidad que lo son y las ejercen sus respectivos distritos los Virreyes de Perú y Nueva España: teniendo este la misma dotación para su sueldo y guardia que se consignó y tuvo don Jorge de Billalonga, en el tiempo que sirvió este Virreinato y su residencia en la propia ciudad de Santa Fé como la tuvo aquél. que subsistan las Audiencias de Quito Y Panamá como están; pero con las misma subordinación y dependencia del Virrey, que tenían las demás subordinadas en los Virreinatos del Perú y Nueva España en orden a sus respectivas Virreyes y que los recursos en lo contencioso de todo el referido territorio permanezcan como eran y vayan a sus respectivas Audiencias. Que haya de haber tres comandantes Generales para todos estos distritos, los cuales siendo súbditos del Virrey, como los demás, han de tener superioridad respecto de otros: y éstos han de ser el Gobernador, Presidente de Panamá, comandante del de Portovelo, Darién, Veragua y Guayaquil. Respecto de lo cual, y que he nombrado para que establesca y sirva el referido Virreinato al teniente General de mis ejércitos don Sebastián de Eslava, os ordeno y mando que por la presente observéis lo que por mi resuelto y obedezcáis al mencionado Virrey como súbditos en todo y por todo, sin embargo de cualesquiera Leyes, Ordenansas, Cédulas Reales, particulares comisiones, preheminencias ó cláusarlas de los títulos de vtros. empleos u otra cualquier cosa que haya en contrario: Pues en cuanto se oponga a este nuevo establecimiento las derogo y anulo, dejándoles en su fuerza y vigor para todo aquello que no fuere contrario a él: que tal es mi voluntad, y que me dies cuenta del recibo de esta orden en la primera ocasión que se ofresca. De San Ildefonso a 20 de agosto de 1739. - YO EL REY

### Real cédula de 1740
La Corona española en 1740 fija de manera clara y precisa los linderos definitivos entre el virreinato de Nueva Granada y el virreinato del Perú. La misma que dice así:

Partiendo desde Tumbez en la costa del Pacífico sigue la línea por las serranías y demás cordilleras de los Andes por la jurisdicción de Paita y Piura, hasta el Maranon a los 6º30'de latitud Sur y la tierra adentro, dejando al Perú la jurisdicción de Piura, Cajamarca, Moyobamba y Motilones y por la cordillera de Jeveros atravesando el río Ucayali, a los 6ºde latitud Sur hasta dar con el río Javari o Jauri en la confluencia del Carpi y las aguas de este al Solimaes o Amazonas y las de este aguas abajo hasta la boca más occidental del Caqueta o Yapura, en que comienzan los límites con el Brasil.

Esta Cédula cercenó una buena parte de los territorios de la región oriental, y ocupaba desde años atrás por las misiones religiosas jesuitas quiteñas que existían en los ríos del Alto Ucayali, Marañón y Amazonas. Esta cédula reforma los límites de la Real Audiencia de Quito incorporada entonces al virreinato de Nueva Granada.

### Real cédula del 12 de febrero de 1742

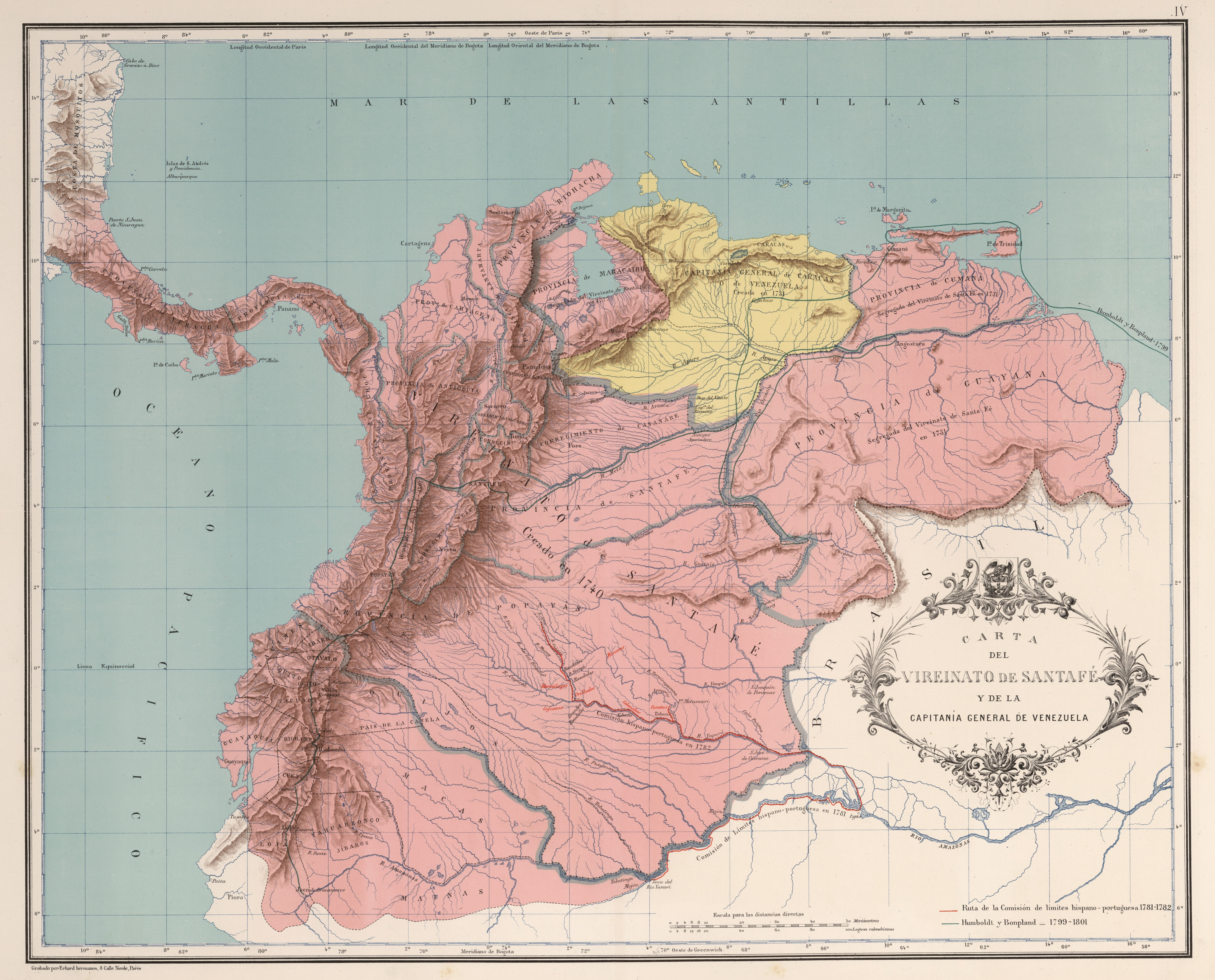
Virreinato de Santafé y Gobierno de Venezuela en 1742.

En el año 1742, la provincia de Venezuela o Caracas, se independizó del virreinato. Constituyendose el Gobierno de Venezuela.

He resuelto relevar y eximir al Gobierno de la provincia de Venezuela de toda dependencia de ese virreinato no obstante lo dispuesto y mandado por mí en la cédula de 20 de agosto del año de 1739, por la cual fuí servido de agregar la expresada provincia á ese nuevo virreinato.

### Real cédula del 20 de junio de 1751
Debido a problemas económicos en Tierra Firme la Corona ordenó la extinción definitiva de la Real Audiencia de Panamá, pasando su jurisdicción a la de Lima. Se creó en Panamá un gobierno militar dependiente del virreinato de Nueva Granada, la comandancia general de Tierra Firme, con la misma extensión que tenía la Audiencia de Panamá, es decir, las provincias de Panamá, Darién, Veraguas y Portobelo. El 19 de julio, otra real cédula ordenó pasar la jurisdicción del territorio a la Audiencia de Santafé.

### Real cédula del 5 de mayo de 1768
El rey ordenó que las misiones del bajo y alto Orinoco y del río Negro quedasen bajo subordinación personal del comandante de Guayana, el cual dependía del Gobierno de Venezuela, excepto para ese encargo en que quedaba bajo dependencia del virrey.

Mi Virrey, Gobernador y Capitán General de el Nuevo Reino de Granada, y Presidente de mi Real Audiencia de la ciudad de Santa Fe. Don Joseph Iturriaga, Gefe de Escuadra de mi real armada, dispuso que la Comandancia General de las nuevas fundaciones del bajo y alto Orinoco y río Negro que exercia, quedase, como lo esta por su fallecimiento, a cargo del Gobernador y Comandante de Guayana. He conformadome con esta disposición, y hallando conveniente a mi real servicio que subsista invariable hasta nueva resolución mía, la expresada agregación al propio Gobernador y Comandante de Guayana, como más inmediato a los citados Parages, y que, por lo mismo hasta ahora ha estado encargado de la escolta de Misiones destinada a ellos; de suerte que quede reunido en aquel mando (siempre con subordinación a ese Capitán General) el todo de la referida Provincia, cuyos términos son: por el Septentrión el bajo Orinoco lindero meridional de las Provincias de Cumaná y Venezuela; Por el Occidente el alto Orinoco, el Casiquiari, y el río Negro: Por el Mediodía el río Amazonas: Y por el Oriente el océano Atlántico; he venido en declararlo así, y expediros la presente mi real cédula, en virtud de la cual os mando comuniqueis las órdenes convenientes a su cumplimiento a los Tribunales, Gobernadores y oficinas a quienes corresponda su observancia y noticia, que así es mi voluntad, y que de esta mi real cédula se pase al mi Concejo de las Indias para los efectos a que pueda ser conducente en el copia rubricada del Infranscrito mi Secretario de Estado y del Despacho de Indias. — Dada en Aranjuez a cinco de mayo de mil setecientos sesenta y ocho. Yo el Rey.

### Real cédula del 28 de octubre de 1771

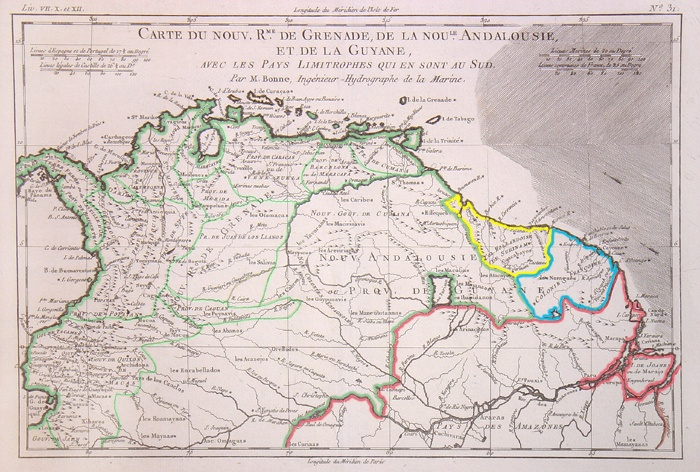
Virreinato de Santafé en 1770.

En 1771 el rey mandó reincorporar la comandancia de Guayana al virreinato de Nueva Granada:

(...) que no subsistiendo el motivo por el cual se puso el Gobierno y Comandancia de la Provincia de Guayana a las órdenes del Capitán General de Venezuela, quedase subordinada al Virrey de Santa Fe la dicha comandancia, unidas a ella como estaban por Cédula de 5 de mayo de 1768, las nuevas poblaciones del alto Orinoco y río Negro.

### Real cédula del 8 de septiembre de 1777

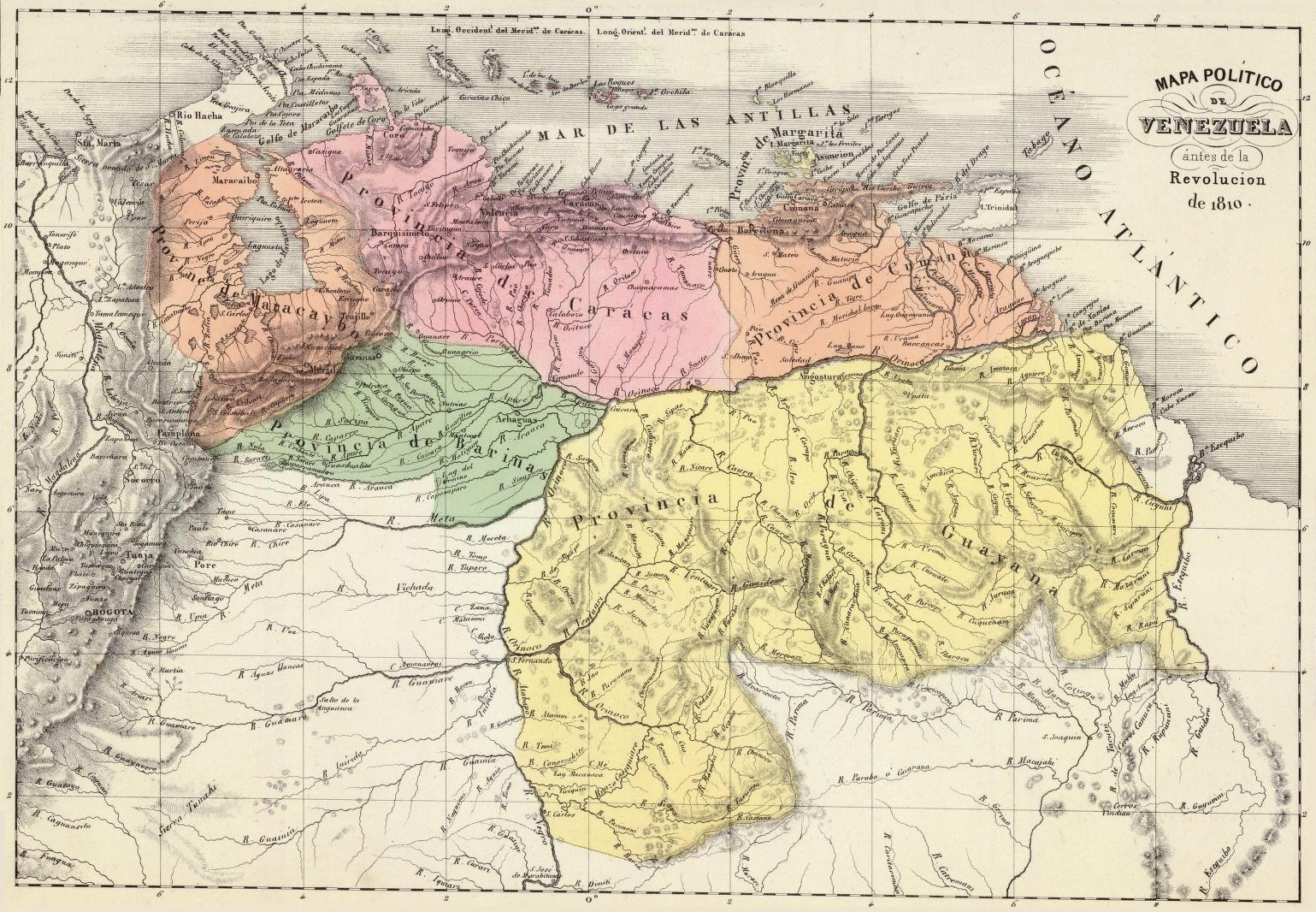
Capitanía General de Venezuela hacia 1810.

Treinta años después de la independencia de la provincia de Venezuela se le anexan los territorios de las provincias de Maracaibo, Guayana y Cumaná hasta entonces dependientes del virreinato; la provincia de Trinidad, dependiente de la Real Audiencia de Santo Domingo y la provincia de Margarita, dependiente de la Corona Española, para formar la Capitanía General de Venezuela, con capital en la ciudad de Santiago de León de Caracas.

(...) he tenido á bien resolver la absoluta separación de las mencionadas provincias de Cumaná, Guayana y Maracaibo é islas de Trinidad y Margarita, del virreinato y Capitanía General del Nuevo Reino de Granada, y agregarlas en lo gubernativo y militar á la Capitanía General de Venezuela, del mismo modo que lo están por lo respectivo al manejo de mi real hacienda a la nueva Intendencia erigida en dicha Provincia y ciudad de Caracas, su capital. Así mismo he resuelto separar en lo jurídico de la Audiencia de Santa-Fé y agregar a la primitiva de Santo-Domíngo las dos expresadas provincias de Maracaybo y Guayana como lo está la de Cumaná y las islas de Margarita y Trinidad, para que hallandose estos territorios vajo una misma Audiencia, un Capitán General y un Intendente inmediatos, sean mejor regidas y governados, con mayor utilidad de mi Real servicio. (...)

### Real cédula del 15 de julio de 1802
Por esta cédula real retornaron al virreinato del Perú los territorios con los que se constituía en él la Comandancia General de Maynas (actuales departamentos de Amazonas, San Martín y Loreto en el Perú).

He resuelto que tenga por segregado del Virreynato de Santa Fe y de la provincia de Quito y agregado a ese Virreynato el Gobierno y Comandancia General de Mainas con los pueblos del Gobierno de Quijos, excepto el de Papallacta por estar todos ellos a las orillas del río Napo o en sus inmediaciones, extendiéndose aquella Comandancia General no sólo por el río Marañon abajo, hasta las fronteras de las colonias portugueses, sino también por todos los demás ríos que entran al Marañon por sus margines septentrional y meridional como son Morona, Huallaga, Paztaza, Ucayali, Napo, Yavari, Putumayo, Yapurá y otros menos considerables, hasta el paraje en que estos mismos por sus altos y raudales dejan de ser navegables: debiendo quedar también a la misma Comandancia General los pueblos de Lamas y Moyobamba (...) Así mismo he resuelto poner todos esos pueblos y misiones reunidos a cargo del Colegio Apostólico de Santa Rosa de Ocopa de ese Arzobispado (...) Igualmente he resuelto erigir un Obispado en dichas misiones (...)

### Real cédula del 7 de julio de 1803
Debido a que el 28 de marzo de 1803 la Junta de Fortificaciones de América lo solicitó, el rey Carlos IV emitió la Real Orden del 7 de julio de 1803, por la cual en lo militar el Gobierno de Guayaquil volvió a depender del virreinato del Perú, aunque la administración mercantil de la ciudad continuó bajo el virreinato de Nueva Granada.

(...) debe depender el gobierno de Guayaquil del virrey de Lima y no del de Santa Fe, pues éste no puede darle, como aquel en los casos necesarios, los precisos auxilios, siendo el de Lima por la facilidad y la brevedad con que puede ejecutarlo, quien le ha de enviar los correos de tropas, dinero, pertrechos, armas y demás efectos de que carece aquel territorio; y por consiguiente, se halla en el caso de vigilar mejor, y con más motivo que el de Santa Fe, (...)

### Real cédula del 20 de noviembre de 1803
Por esta orden, se dispuso que la jurisdicción militar sobre parte de Mosquitia y las islas de San Andrés, desde el cabo Gracias a Dios inclusive hasta el río Chagres, pasaba de la capitanía general de Guatemala a la del virreinato de Nueva Granada.

El Rey ha resuelto que las Yslas de San Andrés, y la parte de la Costa Mosquito desde el cabo de Gracias a Dios inclusive acia el río Chagres, queden segregadas de la capitanía general de Goatemala, y dependientes del Virreinato de Santa Fe, y se ha servido S.M. conceder al governador de las expresadas Yslas Don Tomas O. Neille el sueldo de dos mil pesos fuertes anuales en lugar de los mil y doscientos que actualmente disfruta. Lo aviso a Vuestra Excelencia de Real Orden a fin de que por el ministerio de su cargo se expidan las que corresponden al cumplimiento de esta soberana resolución. Dios guarde a Vuestra Excelencia muchos años, Sn Lorenzo 20 de noviembre de 1803.

### Real cédula del 10 de febrero de 1806
El rey dispuso que la agregación del gobierno de Guayaquil al virreinato del Perú era absoluta y no solo en los asuntos militares:

En vista de lo que consultan Uds. en carta de 25 de marzo del año próximo anterior, sobre la provincia de Guayaquil, a consecuencia de la agregación al virreinato de Lima, debe depender de la parte mercantil de ese consulado o del de dicho Lima; se ha servido Su Majestad, declarar que la agregación es absoluta; y por consiguiente, que la parte mercantil debe depender del mencionado consulado de Lima y no de ése.

### Real cédula del 23 de junio de 1819
El 18 de febrero de 1808 el cabildo de Guayaquil solicitó al Rey de España que separara su provincia del virreinato del Perú y la adhieriera al virreinato de Nueva Granada. El 28 de octubre de 1815 fue reiterada la petición. Así el 23 de junio de 1819 el rey de España otorgó la petición de que Guayaquil fuera anexionada a la Presidencia de Quito en el virreinato de Nueva Granada. Poco tiempo después, estallaría la Batalla de Boyacá el 7 de agosto de 1819.

(...) en cuya consecuencia he venido en declarar que estando ya restablecido el Virreynato de Santa Fé y en exercicio de sus funciones el Presidente y Audiencia de Quito á ésta toca atender en todas las causas así civiles y criminales del Gobierno de Guayaquil como en los asuntos de mi Real Hacienda, permaneciendo el mismo Gobierno sujeto en lo militar a ese Virreynato. Y para que esta mi Real determinación tenga su más puntual cumplimiento, he resuelto preveniros, como por la presente mi Real Cédula os prevengo, dispongais inmediatamente la reposicion de la ciudad de Guayaquil y su provincia al ser y estado en que se hallaba antes de acordar en el año de 1810 vuestro antecesor el Marqués de la Concordia su agregación a ese Virreynato.